# Зубков, Аркадий Фёдорович
 Зубков Аркадий Фёдорович  (1938—2016) — советский, российский агроэколог, агробиоценолог, теоретик защиты растений, доктор биологических наук.
В агрономической науке имя А. Ф. Зубкова прочно связано с развитием агробиоценологии, как теоретической основы защиты культурных растений от комплекса вредных организмов — насекомых, фитопатогенов, сорняков. В результате многолетних полевых исследований А. Ф. Зубков обосновал концепцию агробиоценологического подхода в проведении мероприятий по защите растений. В соответствии с предложенной им концепцией стало возможным сокращение объёмов применения химических средств защиты растений и доведение их до уровня экологической безопасности и экономической целесообразности обработок с учётом порогов вредоносности основных групп вредных организмов. Таким образом, стало возможным решение одной из главных проблем современного земледелия — фитосанитарное оздоровление агроэкосистем и сохранение их устойчивости. Не менее важной стала и другая концепция А. Ф. Зубкова о формировании агробиогеоценоза, который представляется им как целостная агроэкосистема ранга биогеоценоза с устойчивым биогеохимическим и привнесённым человеком агрохимическим круговоротом веществ на территории занятой единым полевым севооборотом.
Наряду с теоретическими разработками А. Ф. Зубков постоянно и увлечённо занимался развитием методологии и методами агроэкосистемных исследований. С целью количественных характеристик биоценотических связей им предложена оригинальная система наблюдений, сбора и статистической обработки материала на постоянных учётных площадках, расположенных на посевах всех сельскохозяйственных культур, включённых в единый севооборот. Особое внимание уделялось оценке комплексной вредоносности насекомых, фитопатогенов и сорняков. При этом учитывалась и роль энтомофагов в регулировании численности вредных насекомых. По результатам многолетних полевых исследований им разработан новый раздел биоценологии — агробиоценологическая фитосанитарная диагностика. Для биологических факультетов ВУЗов подготовлен специальный лекционный курс «Агробиоценология». Регулярно издавал методические пособия для практического применения в сельскохозяйственном производстве нашей страны. Методические разработки А. Ф. Зубкова успешно использовались в работе профильных институтов защиты растений России, Польши, Вьетнама и Кубы. За успешное сотрудничество со специалистами Социалистической Республики Вьетнам он награжден медалью «Дружба».

## Биография
Родился 15 сентября 1938 года в с. Дедово, Фёдоровский район, Башкирская АССР, РСФСР
- 1955—1960 — студент, Омский сельскохозяйственный институт, г. Омск,
- 1960—1962 — старший агроном наблюдательного пункта при Омском управлении сельского хозяйства,
- 1962—1968 — младший научный сотрудник, старший научный сотрудник Новосибирской станции ВИЗР,
- 1968—2016 — младший научный сотрудник, старший научный сотрудник, ведущий научный сотрудник, руководитель лаборатории агробиоценологии, ВИЗР, г. Санкт-Петербург
- 1967 — кандидат биологических наук; тема диссертации: «Биологические основы защиты сахарной свеклы от вредителей в средней полосе Западной Сибири»
- 1982 — решением ВАК при СМ СССР присвоено учёное звание «старший научный сотрудник» по специальности «Энтомология»,
- 1994 — доктор биологических наук; тема диссертации: «Агробиоценологическая диагностика фитосанитарной обстановки на посевах полевых культур»
- 2006 — решением ВАК МО РФ присвоено учёное звание профессора по специальности «Защита растений»

Умер 18 июля 2016 года в городе Пушкин, Санкт-Петербург.
Среди его учеников — кандидаты биологических наук: Голубев С. В., Жуков В. Н., Лаптиев А. М., Титова Р. П., доктора биологических наук: Лахидов А. И., Родионова А. Е., Шпанёв А. М.

## Основные труды
- Зубков А. Ф. Общие статистические положения учёта численности насекомых и их трофических отношений в агроценозах (Методические указания) // ВИЗР, Л., 1971. 26 с.
- Зубков А. Ф., Сергеев Г. Е., Минкевич И. И. Использование математико-статистических методов в фитопатологии. Методические указания // ВИЗР, Л., 1972. 22 с.
- Зубков А. Ф. Методические указания по оценке биоценотических связей с помощью путевого регрессионного анализа // ВИЗР, Л., 1973. 44 с.
- Зубков А. Ф., Афендулов К. П., Хохлова Т. И, Закладная А. Г. и др. Методические рекомендации постановки опытов и проведения комплексных исследований по программированию урожаев // СО ВАСХНИЛ, Кемерово, 1975. 170 с.
- Зубков А. Ф., Шамуратов Г. Ш. Вредители кормовых культур Каракалпакии // Нукус, 1976. 128 с.
- Зубков А. Ф., Баталова Т. С. и др. Зональные системы мероприятий по защите зерновых колосовых культур от вредителей, болезней и сорняков (Азиатская часть СССР) // Колос, М., 1976. 49 с.
- Зубков А. Ф. Путевой регрессионный метод определения влияния факторов на урожай сельскохозяйственных культур (Методические указания) // ВИЗР, Л., 1976. 18 с.
- Зубков А. Ф. Методика количественной оценки роли энтомофагов в полевых условиях (унифицированный подход). Методические указания // ВИЗР, Л., 1984. 20 с.
- Зубков А. Ф. Методика оценки вредоносности организмов в условиях полевых опытов по современным технологиям (унифицированный подход). Методические указания // ВИЗР, Л., 1984. 37 с.
- Зубков А. Ф., Баталова Т. С., Бенкен А. А., Воеводин А. В. и др. Методические рекомендации по оценке фитосанитарного состояния посевов пшеницы при интенсивных технологиях возделывания // ВИЗР, Л., 1985. 67 с.
- Зубков А. Ф., Щекочихина Р. И., Ломовской С. М. Методические рекомендации по оценке показателей комплексной вредоносности вредных организмов на озимой пшенице // ВИЗР, Л., 1988. 20 с.
- Зубков А. Ф. Агробиоценологическая фитосанитарная диагностика // ВИЗР, СПб-Пушкин, 1995. 386 с.
- Зубков А. Ф. Научное обеспечение защиты растений в адаптивном земледелии // ВИЗР, СПб-Пушкин, 1996. 43 с.
- Зубков А. Ф., Жаворонкова Т. Н., Иванова Т. В., Кряжева Л. П. Защита садовых участков от вредителей и болезней в Приладожской зоне // ВИЗР, СПб-Пушкин, 1997. 34 с.
- Зубков А. Ф. Концепция ведения агробиоценологических исследований на агроэкологических стационарах // ВИЗР, СПб-Пушкин, 1997. 22 с.
- Зубков А. Ф., Лахидов А. И. Статистическая модель афидоценокомплексов агроэкосистем ЦЧЗ // ВИЗР, СПб-Пушкин, 1999. 36 с.
- Зубков А. Ф. Агробиоценология // ВИЗР, СПбГУ, СПб-Пушкин, 2000. 208 с.
- Зубков А. Ф., Танский В. И., Левитин М. М., Павлюшин В. А. и др. Методические рекомендации по совершенствованию интегрированной защиты зерновых культур от вредных организмов // СПб, 2000. 55 с.
- Зубков А. Ф., Иванов Д. А., Юдкин Л. Ю., Родионова А. Е. Опыт изучения агроэкосистем в режиме агроэкологических стационаров // Тверь-СПб, ВНИИМЗ, ВИЗР, 2000. 96 с.
- Зубков А. Ф., Захаренко В. А., Кузьмичёв А. А., Веретенников Ю. М. и др. Подходы к конструированию агроэкосистем — интегрирование методов и средств защиты растений с целью управления фитосанитарным состоянием сельскохозяйственных культур // СПб, 2000. 92 с.
- Зубков А. Ф. Бородий С. А. Имитационно-статистическое моделирование биоценотических процессов в агроэкосистемах // СПб, 2001. 136 с.
- Зубков А. Ф., Танский В И., Левитин М. М., Павлюшин В. А. и др. Экологический мониторинг и методы совершенствования защиты зерновых культур от вредителей, болезней и сорняков (Методические рекомендации) // ВИЗР, СПб-Пушкин, 2002. 76 с.
- Зубков А. Ф. Экспериментальный очерк о вредителях сахарной свеклы в Западной Сибири и взгляды на современную защиту растений // СПб-Пушкин, 2003. 204 с.
- Зубков А. Ф. Агробиоценология (краткий курс) // ВИЗР, СПбГУ, СПб-Пушкин, 2005. 76 с.
- Зубков А. Ф., Шпанёв А. М., Жуков В. Н. Комплексная вредоносность сорняков, вредителей и болезней культур полевого севооборота Юго-Востока ЦЧП России (Агроэкологический стационар «Каменная степь») // ВИЗР, СПб-Пушкин, 2005. 72 с.
- Зубков А. Ф. Агробиоценологическая фитосанитарная диагностика (2-е изд.) // ВИЗР, СПб-Пушкин, 2006. 386 с.
- Зубков А. Ф., Шпанёв А. М., Голубев С. В., Лаптиев А. Б., Гончаров Н. Р. Агротехнологическое обоснование региональной технологии фитосанитарного оздоровления агроценоза гороха (Юго-Восток ЦЧЗ РФ) // ВИЗР, СПб-Пушкин, 2009. 68 с.
- Зубков А. Ф. Биоценологические предикторы модернизации защиты растений (Приложение к журналу «Вестник защиты растений». Вып. 13). // ВИЗР, СПб-Пушкин, 2014. 118 с.
- Зубков А. Ф. 80 лет развития агробиоценологии в институте защиты растений (Приложение к журналу «Вестник защиты растений». Вып. 15). // ВИЗР, СПб-Пушкин, 2015. 109 с.
- Зубков А. Ф. Агробиогеоценология на 80-м году своего развития и ее методологическая роль в естествознании агроэкосистем // ВИЗР, СПб-Пушкин, 2015. 115 с.